# Extermineitors IV, como hermanos gemelos
Extermineitors IV: Como hermanos gemelos, también conocida simplemente como Extermineitors IV, es una película argentina cómica-de acción de 1992 dirigida por Carlos Galettini y protagonizada por Guillermo Francella, Rand McClain, Aldo Barbero y Javier Belgeri. Es la última película en la saga de Extermineitors, y el argumento central es en gran medida una mezcla de parodia y homenaje a la clásica comedia Gemelos (Twins, 1988), protagonizada por Arnold Schwarzenegger y Danny DeVito. Se estrenó el 23 de enero de 1992.

## Sinopsis
El coronel de fachada seria de los Extermineitors ha descubierto que McClain, viejo enemigo de la organización, ha abandonado la delincuencia para vivir tranquilamente en Cataratas del Iguazú y lo quiere trabajando para él. Así es como elabora un plan para que Guillermo realice la misión de reclutamiento de McClain. El Coronel sabe que Guillermo tiene un hermano gemelo que nunca encontró y lo convence de que el ex delincuente es su hermano perdido.

## Reparto
- Guillermo Francella ... Guillermo
- Rand McClain ... Randolf Mc Clain
- Aldo Barbero ... Coronel William
- Javier Belgeri ... Nico
- Verónica Varano ... Ana
- Mike Kirton ... El Albino
- Valeria Britos ... Sol
- Jorge Montejo ... Paolo el roquero/Vendendora "cheta" de la tienda de ropa
- Jorge Rial ... Gerente del hotel
- Ricky Maravilla ... Él mismo
- Javier Rodríguez ... Javier
- Susana Landini ... Cajera en el banco
- Leandro Bufano ... Chico #1
- Maximiliano Greco ... Chico #2
- Sheyia Díaz ... Secretaria del Coronel #1
- Myrna Díaz ... Secretaria del Coronel #2
- Pablo Vacani  ... Compañero de Nico
- Lorena Serenelli ... Amiga de Sol #1
- Julieta Show ... Amiga de Sol #2
- Miguel Ramos ... Profesor de Nico
- Poupee Pradon ... Chica en la primera escena
- Alfredo Aguirre ... Hombre en la pensión
- Oscar Roy ... Periodista
- Silvina Segundo ... Mujer Ninja #1
- William Correa Watson... Double de acción de Pillip Michael Thomás y actor.
- Cristina Agüero ... Mujer ninja #2
- Horacio Ninujer ... Guardia de seguridad en el centro comercial
- Alejandra Pradon ... Chica en el probador de la tienda de ropa
- Víctor Luján ... Hombre grandote en la piscina
- Julia Borges
- Marisa Viotti
- Myrian Toledo
- Isabella Grohman
- Mariana Moreyra
- Mónica Almeida
- Aldo Guglielmone
- Gabriela González
- Roberto Benítez ... Referí de Karate
- Juan Carlos Bernardo